# Espai de Fock

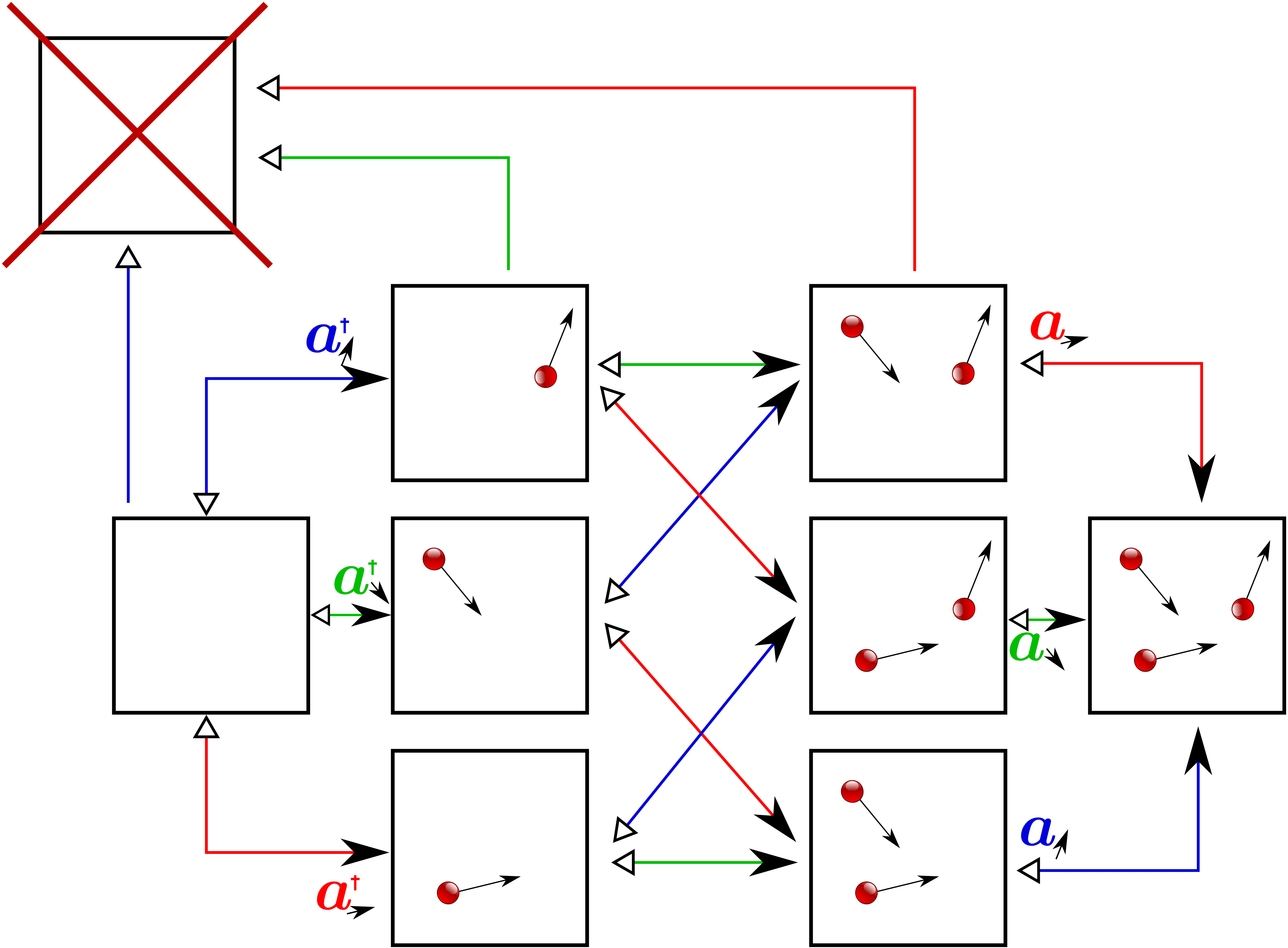
Representació pictòrica d'un espai Fock. La caixa buida inicial és l'estat de buit. Cada color representa un determinat mode, un estat possible per a les partícules: " → {vermell}", " ↘ {\displaystyle \color {verd}" y " ↑ {Blau}". Les fletxes negres signifiquen creació de partícules, i les blanques aniquilació. La casella superior ratllada representa l'estat zero (no s'ha de confondre amb el buit).

L'espai de Fock és una construcció algebraica utilitzada en mecànica quàntica per construir l'espai d'estats quàntics d'un nombre variable o desconegut de partícules idèntiques a partir d'una sola partícula de l'espai de Hilbert H. Porta el nom de VA Fock que el va introduir per primera vegada en el seu article de 1932 "Konfigurationsraum und zweite Quantelung" ("Espai de configuració i segona quantització").
De manera informal, un espai de Fock és la suma d'un conjunt d'espais de Hilbert que representen estats de partícules zero, estats d'una partícula, dos estats de partícules, etc. Si les partícules idèntiques són bosons, els estats de n -partícules són vectors en un producte tensor simètric de n espais de Hilbert d'una sola partícula H Si les partícules idèntiques són fermions, els estats de n partícules són vectors en un producte tensor antisimetritzat de n espais de Hilbert d'una partícula H (vegeu àlgebra simètrica i àlgebra exterior respectivament). Un estat general a l'espai de Fock és una combinació lineal d'estats n-partícules, un per cada n.
Tècnicament, l'espai de Fock és (la finalització de l'espai de Hilbert) la suma directa dels tensors simètrics o antisimètrics de les potències tensorials d'un espai de Hilbert d'una partícula H,{\displaystyle F_{\nu }(H)={\overline {\bigoplus _{n=0}^{\infty }S_{\nu }H^{\otimes n}}}~.}Aquí {\displaystyle S_{\nu }} és l'operador que simetritza o antisimetritza un tensor, depenent de si l'espai de Hilbert descriu partícules que obeeixen al bosònic. {\displaystyle (\nu =+)} o fermiònic {\displaystyle (\nu =-)} estadístiques, i la línia superior representa la finalització de l'espai. L'espai de Fock bosònic (resp. fermiònic) es pot construir alternativament com (la finalització de l'espai de Hilbert) els tensors simètrics {\displaystyle F_{+}(H)={\overline {S^{*}H}}} (resp. tensors alternatius {\textstyle F_{-}(H)={\overline {{\bigwedge }^{*}H}}}). Per a cada base de H hi ha una base natural de l'espai de Fock, segons Fock.

## Definició
L'espai de Fock és la suma directa (Hilbert) dels productes tensorials de les còpies d'un espai de Hilbert d'una sola partícula {\displaystyle H}{\displaystyle F_{\nu }(H)=\bigoplus _{n=0}^{\infty }S_{\nu }H^{\otimes n}=\mathbb {C} \oplus H\oplus \left(S_{\nu }\left(H\otimes H\right)\right)\oplus \left(S_{\nu }\left(H\otimes H\otimes H\right)\right)\oplus \cdots }Aquí {\displaystyle \mathbb {C} }, els escalars complexos, consisteix en els estats corresponents a cap partícula, {\displaystyle H} els estats d'una partícula, {\displaystyle S_{\nu }(H\otimes H)} els estats de dues partícules idèntiques, etc. Un estat general a {\displaystyle F_{\nu }(H)} està donat per{\displaystyle |\Psi \rangle _{\nu }=|\Psi _{0}\rangle _{\nu }\oplus |\Psi _{1}\rangle _{\nu }\oplus |\Psi _{2}\rangle _{\nu }\oplus \cdots =a|0\rangle \oplus \sum _{i}a_{i}|\psi _{i}\rangle \oplus \sum _{ij}a_{ij}|\psi _{i},\psi _{j}\rangle _{\nu }\oplus \cdots }on
- {\displaystyle |0\rangle } és un vector de longitud 1 anomenat estat de buit i {\displaystyle a\in \mathbb {C} } és un coeficient complex,
- {\displaystyle |\psi _{i}\rangle \in H} és un estat en l'espai de Hilbert de partícules individuals i {\displaystyle a_{i}\in \mathbb {C} } és un coeficient complex,
- {\textstyle |\psi _{i},\psi _{j}\rangle _{\nu }=a_{ij}|\psi _{i}\rangle \otimes |\psi _{j}\rangle +a_{ji}|\psi _{j}\rangle \otimes |\psi _{i}\rangle \in S_{\nu }(H\otimes H)}, i {\displaystyle a_{ij}=\nu a_{ji}\in \mathbb {C} } és un coeficient complex, etc.